# 老舍故居暨北碚文協舊址
老舍故居暨北碚文協舊址位於重慶市北碚區政府辦公室後面，文物遺址年代為近，1987年1月23日列為重慶市第二批市級文物保護單位初定名單。1992年3月19日列為重慶市第二批市級文物保護單位。2000年9月7日列為第一批重慶市文物保護單位。